# Pierre-Paul Riquet

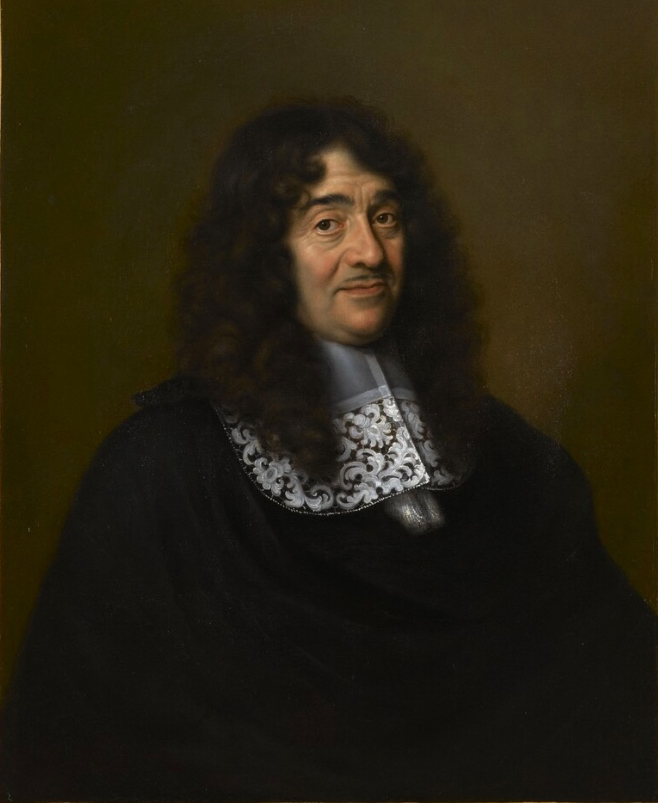
Chân dung của Pierre-Paul Riquet

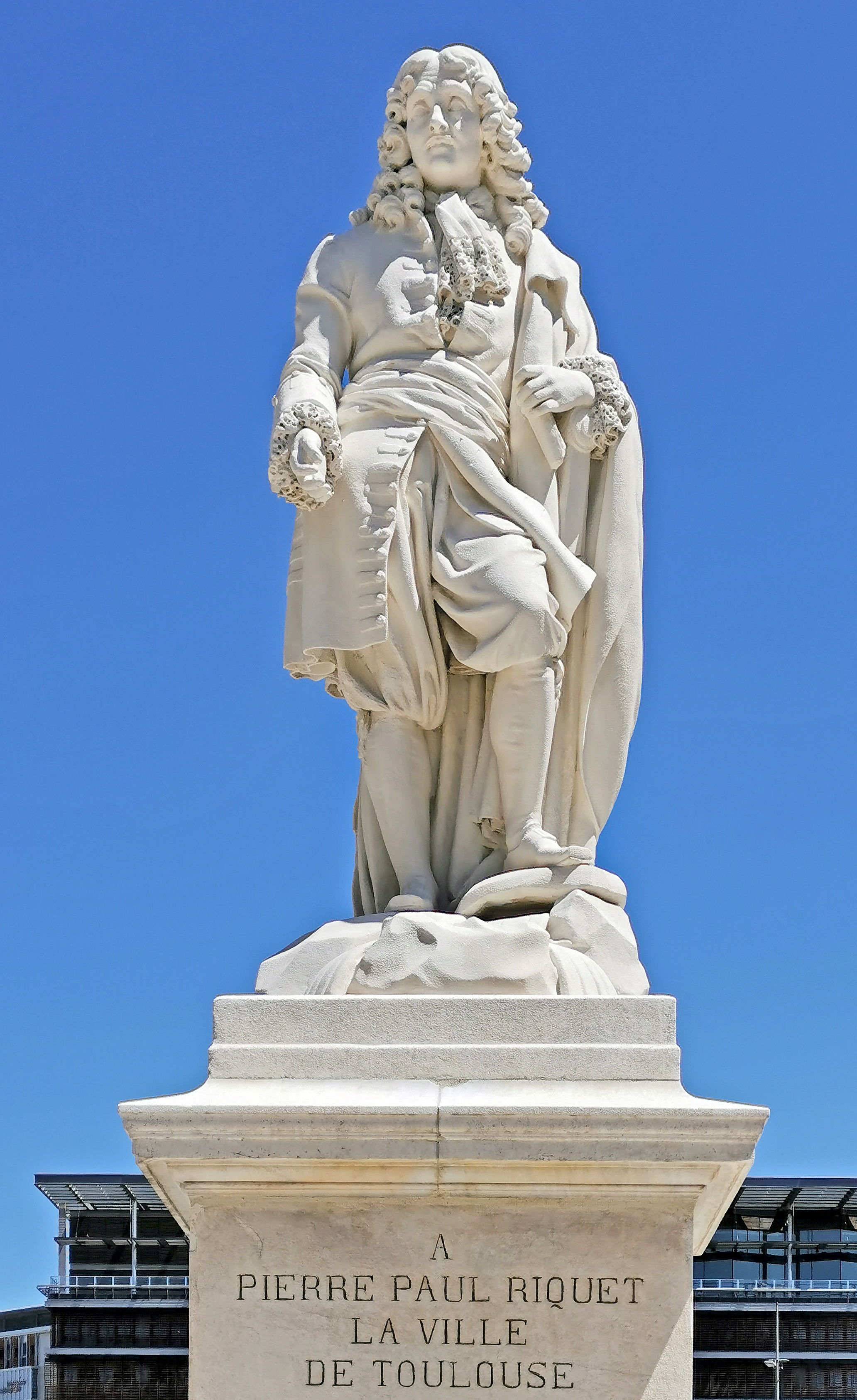
Tượng của Pierre-Paul Riquet

Pierre-Paul Riquet (29 tháng 6 năm 1609 - 1 tháng 10 năm 1680), nam tước vùng Bonrepos, là một kỹ sư người Pháp đã chỉ huy xây dựng kênh đào Midi (xem Canal du Midi) nối liền miền Nam nước Pháp từ sông Garonne ra Địa Trung Hải.

## Tiểu sử
Ông sinh tại Béziers, có thể là vào ngày 29 tháng 6 năm 1609, trong một gia đình quý tộc và thương gia. Có nhiều nguồn khác nhau nói về năm sinh của ông, nguồn thì cho là ông sinh vào năm 1604, nguồn lại cho là năm 1608 hay 1609[1]. Ông làm việc cho sở muối, phụ trách thu thuế muối. Riquet kết hôn với bà Catherine de Milhau vào khoảng năm 1637. Bố của ông, Guillaume Riquet là một thương nhân thành đạt để lại cho con trai mình di sản rất lớn. Vào năm 1651, Riquet mua quyền sở hữu làng Bonrepos gần Verfeil ở tây bắc Toulouse với diện tích 150 ha kèm theo một lâu đài thời Phục hưng
Pierre-Paul Riquet mất tại Toulouse ngày 01 tháng 10 năm 1680 tại phố Puits-Clos khi con kênh đào ông chỉ huy thi công còn chưa hoàn thành. hai con trai của ông tiếp tục hoàn thành tác phẩm của người cha, khánh thành một năm sau đó. Tượng của Riquet ngày nay được dựng ở đường Jaurès, cách kênh đào Midi vài bước chân.